# Lương Hoàng Nam
Lương Hoàng Nam (sinh ngày 2 tháng 3 năm 1997) là một cầu thủ bóng đá chuyên nghiệp người Việt Nam hiện đang chơi ở vị trí tiền vệ trung tâm cho câu lạc bộ Hải Phòng tại giải bóng đá vô địch quốc gia Việt Nam

## Sự nghiệp quốc tế
U20 Việt Nam
- FIFA U-20 World Cup: 2017